# Igor Poznič
Igor Poznič est un footballeur international slovène né le 13 août 1967 et mort le 1er janvier 2025, qui joue au poste d'attaquant.

## Sélections
- 1 sélection et 0 but avec la  Slovénie en 1993.